# Eremoleon insipidus
Eremoleon insipidus är en insektsart som beskrevs av Adams 1957. Eremoleon insipidus ingår i släktet Eremoleon och familjen myrlejonsländor. Inga underarter finns listade i Catalogue of Life.